# Rioplex
RioPlex es una campaña de marca creada en la región binacional conformada por el Valle del Río Grande, ubicado en el estado de Texas, Estados Unidos, y el norte del estado de Tamaulipas, México. RioPlex nace como una iniciativa del sector empresarial en conjunto con las autoridades de gobierno y con la organización sin ánimo de lucro Rio Grande Valley Partnership para proyectar de manera unificada y estratégica la región. 

## Territorio y extensión
Con 115 millas de extensión, en RioPlex convergen cuatro condados de Texas (Starr, Hidalgo, Cameron y Willacy), que incluyen como principales ciudades las de Rio Grande, Mission, McAllen, Edinburg, Pharr, Weslaco, Harlingen y Brownsville, y el territorio de Tamaulipas, que incluye las ciudades de Mier, Miguel Alemán, Camargo, Ciudad Gustavo Díaz Ordaz, Reynosa, Río Bravo, Valle Hermoso y Matamoros.

## Desarrollo industrial
La región cuenta con empresas de comercialización de productos perecederos, y de manufactura electrónica, eléctrica, química, petro-química, médica, aeroespacial, energética y logísitica, con empresas como SpaceX, Corning Inc., Emerson, Eaton Corporation, Panasonic, Schneider Electric, Caterpillar, LG Corporation, Essity, Denso Ten, Keafortt, BBB Industries, Johnson Controls, Kimball Electronics, Nidec, y  Valeo, entre otras..

## Infraestructura y conectividad
La región incluye 13 puentes internacionales, 7 aeropuertos, 4 puertos marítimos y líneas ferroviarias, además de una población de entre 2,8 y 3,5 millones de residentes, entre los cuales hay más de cien mil estudiantes universitarios.

## Educación
Entre las principales instituciones educativas en la región de Río Grande Valley están Texas A&M, la Universidad de Texas Valle del Río Grande, South Texas College y Texas State Technical College-Harlingen. En el estado de Tamaulipas se encuentran el Instituto Tecnológico de Reynosa, el Tecmilenio Reynosa, el Instituto Internacional de Estudios Superiores (IIES) en el Parque Industrial Villa Florida, la Universidad Tecnológica de Tamaulipas y el Instituto Tecnológico de Matamoros.